# Segart
Segart é um município da Espanha na comarca de Camp de Morvedre, província de Valência, Comunidade Valenciana. Tem 6,6 km² de área e em 2021 tinha 177 habitantes (densidade: 26,8 hab./km²). Até meados do século XX chamava-se Segart de Albalat.

## Geografia
A aldeia está situada no sopé do Mont El Garbí (600 metros) e El Puntal de l'Abella (630 metros). O relevo é um tanto irregular, uma vez que fica na margem esquerda do Parque Natural do atual Serra Calderona, na encosta que desce para o rio Palancia. Salienta a montagem de Mola e El Puntal de l'Abella. Entre as ravinas são os da Fonte del Llavaner, The Meliquet e Segart. O clima de mídia é típico de regiões do Mediterrâneo, porque, apesar de sua altitude, está localizado a dez quilômetros do mar.
| Serra   | Albalat dels Tarongers | Albalat dels Tarongers |
| Náquera |                        | Estivella              |
| Náquera | Náquera                | Albalat dels Tarongers |